# Nazionale maschile di pallacanestro dell'Oman
La nazionale di pallacanestro dell'Oman è la rappresentativa cestistica dell'Oman ed è posta sotto l'egida della Federazione cestistica dell'Oman.